# Twinax

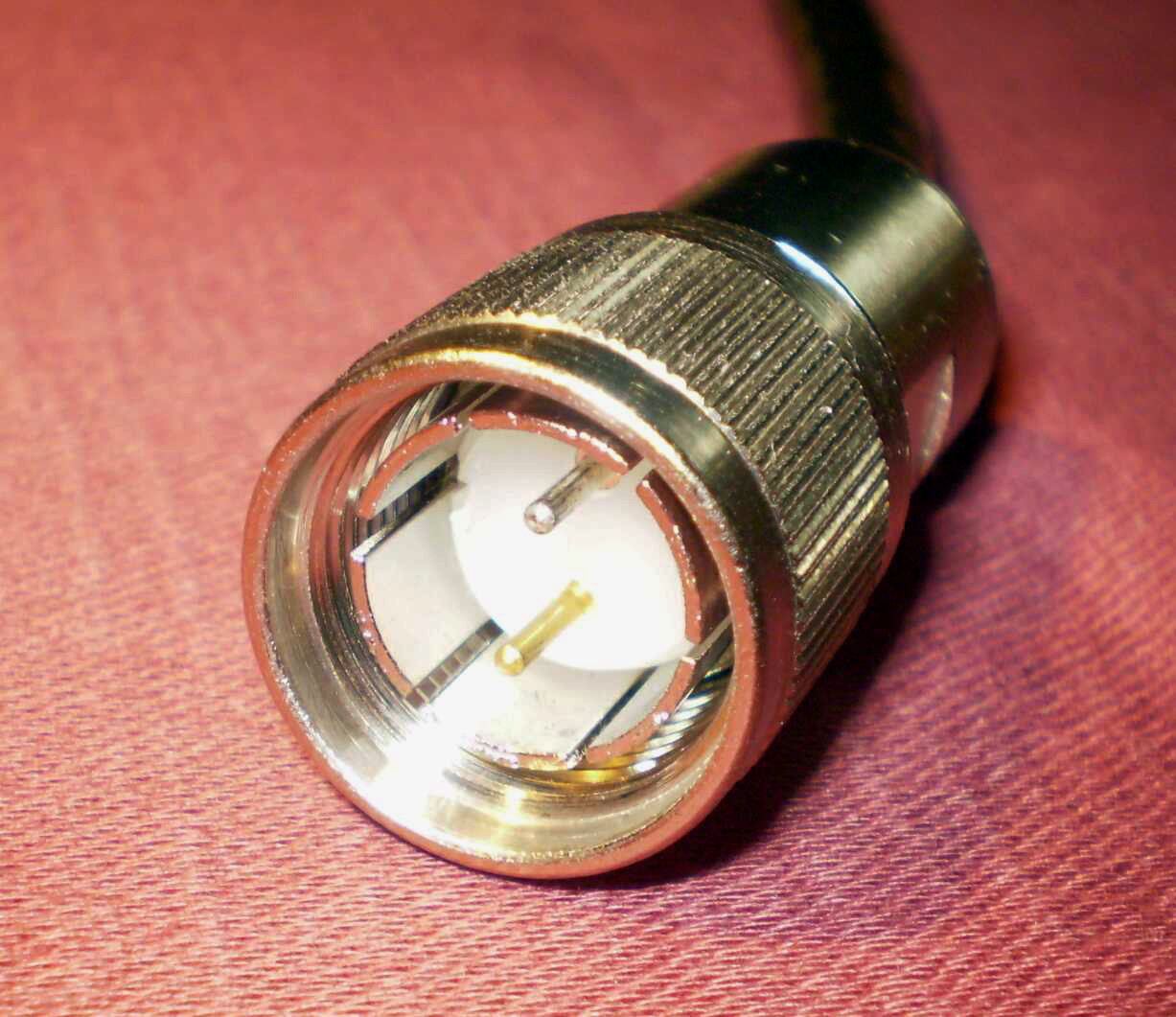
Stekker van een twinax-kabel zoals die in het verleden gebruikt werd door IBM

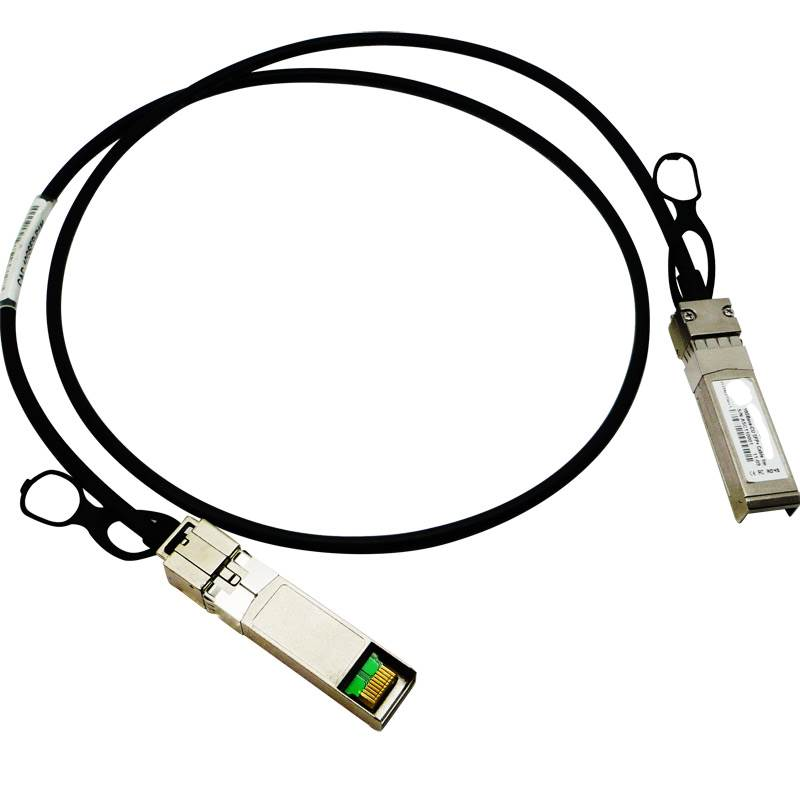
DAC-kabel met een SFP+-stekker aan elk uiteinde

Een twinaxiale kabel, kortweg twinax, is een type kabel dat lijkt op een coaxkabel maar dat twee binnengeleiders in een getwist paar heeft in plaats van één binnengeleider. Vanwege de kostenefficiëntie wordt twinax sind 2013 gebruikt voor differentiële signaaloverdracht over korte afstanden aan hoge snelheid.

## Historische toepassingen
Twinax werd voornamelijk door IBM tot ver in de jaren 90 gebruikt voor koppeling van randapparatuur zoals beeldstations en printers aan haar midrange servers, zoals de S/36, S/38 en de AS/400. Inmiddels zijn beeldstations verdwenen en wordt verbinding vanuit pc's met de servers gemaakt via TCP/IP over een ethernetnetwerk.

## Recente toepassingen
Twinaxiale kabels worden gebruikt voor snelle, op koper gebaseerde point-to-pointnetwerkverbindingen zoals DAC (Direct-Attach Copper). DAC is een type netwerkbekabeling voor 10 Gigabit Ethernet dat gebruik maakt van actieve of passieve twinax-kabels. De kabels worden rechtstreeks aangesloten op een SFP+-behuizing. Een actieve twinax-kabel heeft actieve elektronische componenten in de SFP+ behuizing om de signaalkwaliteit te verbeteren, een passieve twinax-kabel is hoofdzakelijk een rechte "draad" en bevat weinig componenten. Over het algemeen zijn passieve twinax-kabels korter dan 7 meter en actieve kabels langer dan 7 meter. SFP+ DAC is een populaire keuze voor 10 gigabit ethernet-verbindingen tot 10 meter in datacenter racks vanwege de lage latentie en lage kosten.
Twinaxiale kabels worden ook gebruikt voor snelle seriële point-to-point-verbindingen zoals SATA 3.0 (gegevensoverdracht van en naar HDD en SSD) en DisplayPort (overdracht van digitale beeld- en geluidssignalen).